# 三毛猫ホームズの恐怖館
『三毛猫ホームズの恐怖館』（みけねこホームズのきょうふかん）は、日本の小説家赤川次郎が1982年に発表した三毛猫ホームズシリーズの長編推理小説である。

## あらすじ
片山義太郎、晴美、ホームズは、偶然巻き込まれたガス爆発事故の現場で、殺害された女子高生の死体を発見。今度は、片山のアパートの近くで、背中を刺された女子高生の死体を発見した。被害者は二人とも上志学院高校の学生。何か関係があるのだろうか。一方、この高校の怪奇クラブに、女子禁制の掟を破って竹林あかりという美女が入部した。

## 主な登場人物
- 片山義太郎 - 捜査一課のダメ刑事
- 片山晴美 - 義太郎の妹
- 石津刑事 - 晴美に恋をする猫嫌いの刑事
- ホームズ - 三毛猫

## 書誌情報
- 『三毛猫ホームズの恐怖館』（光文社カッパノベルス、1982年07月10日） ISBN 4-334-02475-0
- 『三毛猫ホームズの恐怖館』（光文社光文社文庫、1985年07月15日） ISBN 4-334-70174-4
- 『三毛猫ホームズの恐怖館』（角川書店角川文庫、1986年06月25日） ISBN 4-04-149787-6

## その他
- 角川文庫にのみ美内すずえによる漫画「三毛猫ホームズの大予言」が収録されている。